# Conidiotheca
Conidiotheca är ett släkte av svampar. Conidiotheca ingår i ordningen Calosphaeriales, klassen Sordariomycetes, divisionen sporsäcksvampar och riket svampar.
|              | Pleurostomataceae                          |
|              |                                            |
|              | Calosphaeriaceae                           |
|              |                                            |
| Conidiotheca | \| \| Conidiotheca tympanoides \| \| \| \| |
|              | \| \| Conidiotheca tympanoides \| \| \| \| |
|              | Sulcatistroma                              |
|              |                                            |
|              | Conidiotheca tympanoides                   |
|              |                                            |

|  | Conidiotheca tympanoides |
|  |                          |